# 安芬下口鯰
安芬下口鯰（學名：Hypostomus affinis）為輻鰭魚綱鯰形目甲鯰科的其中一種，為熱帶淡水魚。

## 形態學
本物種的雄魚的體長可達39.7公分。

## 分佈
本物種分佈於南美洲巴西南帕莱巴河流域，棲息在砂石底質的溪流底層水域，生活習性不明。